# Lista autostrad państwowych w Nowej Zelandii
Poniżej znajduje się lista dróg biegnących przez teren Nowej Zelandii, należących do systemu drogowego Nowej Zelandii. Drogi te są zarządzane przez Agencję Transportu Nowej Zelandii.

## Obecne autostrady

### Autostrady państwowe
| Nr | Początek drogi                                                                                               | Koniec drogi | Przebieg drogi                                                          | Długość (km) | Uwagi |
| -- | --- | --- | ----------------------------------------------------------------------- | ------------ | --- |
| 1N | Cape Reinga                                                                                                  | Port lotniczy Wellington                                                                                                 | Kaitaia, Whangarei, Auckland, Hamilton, Taupō, Wellington               | 1106         | Nazwa „New Zealand State Highway 1N” obowiązuje w dokumentach państwowych, na mapach i znakach jest przedstawiana jako „New Zealand State Highway 1”. |
| 1S | Terminal promowy Picton                                                                                      | Bluff | Blenheim, Kaikoura, Christchurch, Timaru, Dunedin, Gore, Invercargill   | 940.7        | Nazwa „New Zealand State Highway 1S” obowiązuje w dokumentach państwowych, na mapach i znakach jest przedstawiana jako „New Zealand State Highway 1”. |
| 1B | Skrzyżowanie z New Zealand State Highway 1 w Taupiri                                                         | Skrzyżowanie z New Zealand State Highway 1 w Cambridge                                                                   | Gordonton                                                               | 45.2         | Wschodnia obwodnica miasta Hamilton |
| 2  | Skrzyżowanie z New Zealand State Highway 2 przy skrzyżowaniu Pokeno Junction (45 km na południe od Auckland) | Skrzyżowanie z New Zealand State Highway 2 przy węźle autostradowym Ngauranga Interchange (5 km na północ od Wellington) | Tauranga, Gisborne, Napier, Hastings, Woodville, Masterton, Hutt Valley | 968          | 7-kilometrowy odcinek między Hastings a skrzyżowaniem z New Zealand State Highway 50A w Pakipaki jest nieoznaczony.                                   |
| 2A | Skrzyżowanie z New Zealand State Highway 2 w Taurandze                                                       | Tauranga Harbour Bridge                                                                                                  |                                                                         | 4.6          | |
| 2B | Skrzyżowanie z New Zealand State Highway 2 przy lotnisku Napier Airport                                      | Skrzyżowanie z New Zealand State Highway 50 w Taradale                                                                   |                                                                         | 4.1          | Północna część drogi ekspresowej Hawke’s Bay Expressway                                                                                               |
| 3  | Skrzyżowanie z New Zealand State Highway 1 w Hamilton                                                        | Skrzyżowanie z New Zealand State Highway 2 w Woodville                                                                   | New Plymouth, Wanganui, Palmerston North                                | 489.1        | |
| 3A | Skrzyżowanie z New Zealand State Highway 3 w pobliżu Waitara                                                 | Skrzyżowanie z New Zealand State Highway 3 w Inglewood                                                                   |                                                                         | 15.6         | New Plymouth Bypass |
| 4  | Skrzyżowanie z New Zealand State Highway 3 w Eight Mile Junction (11 km na południe od Te Kuiti)             | Skrzyżowanie z New Zealand State Highway 3 w Wanganui                                                                    | Taumarunui, Raetihi                                                     | 236.5        | |
| 5  | Skrzyżowanie z New Zealand State Highway 1 w Tīrau                                                           | SH 2 at Bay View (10 km north of Napier)                                                                                 | Rotorua i Taupō                                                         | 247.4        | |
| 6  | Skrzyżowanie z New Zealand State Highway 1 w Blenheim                                                        | Skrzyżowanie z New Zealand State Highway 1 w Invercargill                                                                | Nelson, Westport, Greymouth, Hokitika, Wanaka, Queenstown               | 1162.2       | Najdłuższa nowozelandzka droga krajowa biegnąca przez teren jednej wyspy                                                                              |
| 6A | Skrzyżowanie z New Zealand State Highway 6 w Frankton                                                        | Queenstown |                                                                         | 6.9          | |
| 7  | Skrzyżowanie z New Zealand State Highway 1 w Waipara (60 km na północ od Christchurch)                       | Skrzyżowanie z New Zealand State Highway 6 w Greymouth                                                                   | Lewis Pass                                                              | 272.4        | |
| 7A | Skrzyżowanie z New Zealand State Highway 7 w Waiau Bridge                                                    | Hanmer Springs |                                                                         | 9.4          | |
| 8  | Skrzyżowanie z New Zealand State Highway 1 w Timaru                                                          | Skrzyżowanie z New Zealand State Highway 1 w Milton                                                                      | Twizel, Cromwell, Alexandra                                             | 456.7        | |
| 8A | Skrzyżowanie z New Zealand State Highway 6 w Luggate                                                         | Skrzyżowanie z New Zealand State Highway 8 w Tarras                                                                      |                                                                         | 21           | Biegnie wzdłuż północnego wybrzeża jeziora Lake Dunstan                                                                                               |
| 8B | Skrzyżowanie z New Zealand State Highway 8 w Deadmans Point                                                  | Skrzyżowanie z New Zealand State Highway 8 w Cromwell                                                                    |                                                                         | 2.6          | Biegnie wzdłuż południowego wybrzeża jeziora Lake Dunstan                                                                                             |

W Nowej Zelandii nie znajduje się żadna droga krajowa oznaczona numerem "9".

### Wyspa Północna
| Nr  | Początek drogi                                                                                | Koniec drogi                                                                             | Przebieg drogi                               | Długość (km) | Uwagi                                                                    |
| --- | --------------------------------------------------------------------------------------------- | ---------------------------------------------------------------------------------------- | -------------------------------------------- | ------------ | ------------------------------------------------------------------------ |
| 10  | Skrzyżowanie z New Zealand State Highway 1 w Pakaraka (14 km na północ od Kawakawa)           | Awanui                                                                                   | Kaeo                                         | 103.8        |                                                                          |
| 11  | Skrzyżowanie z New Zealand State Highway 1 w Kawakawa                                         | Skrzyżowanie z New Zealand State Highway 10 w Puketona Junction                          | Paihia                                       | 34           |                                                                          |
| 12  | Skrzyżowanie z New Zealand State Highway 1 w Ohaeawai (79 km na południe od Kaitaia)          | Skrzyżowanie z New Zealand State Highway 1 w Brynderwyn (79 km na południe od Wellsford) | Kaikohe, Waipoua Forest, Dargaville          | 217.8        |                                                                          |
| 14  | Skrzyżowanie z New Zealand State Highway 1 w Whangarei                                        | Dargaville                                                                               |                                              | 54.6         |                                                                          |
| 15A | Skrzyżowanie z New Zealand State Highway 1 w Ruakaka                                          | Marsden Point                                                                            |                                              | 9.0          | Biegnie w sąsiedztwie rafinerii ropy naftowej Marsden Point Oil Refinery |
| 16  | Port w Auckland                                                                               | Skrzyżowanie z New Zealand State Highway 1 w Wellsford                                   | Helensville                                  | 107.5        | Biegnie również jako Northwestern Motorway w Auckland                    |
| 18  | Skrzyżowanie z New Zealand State Highway 1 przy węźle autostradowym Upper Harbour Highway     | Skrzyżowanie z New Zealand State Highway 16 w Massey                                     |                                              | 14.0         |                                                                          |
| 20  | Hillsborough                                                                                  | Węzeł autostradowy Manukau at Wiri                                                       |                                              | 17.7         |                                                                          |
| 20A | Skrzyżowanie z New Zealand State Highway 20 na południe od węzła autostradowego Walmsley Road | Port lotniczy Auckland                                                                   |                                              | 5.0          |                                                                          |
| 20B | Skrzyżowanie z New Zealand State Highway 20 przy węźle autostradowym Puhinui Road             | Port lotniczy Auckland                                                                   |                                              | 4.0          | Wschodni wjazd do portu lotniczego Auckland                              |
| 21  | Skrzyżowanie z New Zealand State Highway 1 5 km na południe od Hamilton                       | Skrzyżowanie z New Zealand State Highway 3 5 km na południe od Hamilton                  | Port lotniczy Hamilton i Mystery Creek       | 6.7          |                                                                          |
| 22  | Skrzyżowanie z New Zealand State Highway 1 w [[Drury (Nowa Zelandia)\|Drury]]                 | Most nad rzeką Waikato River                                                             | Pukekohe                                     | 12.9         |                                                                          |
| 23  | Skrzyżowanie z New Zealand State Highway 1 w Hamilton                                         | Raglan                                                                                   |                                              | 42.7         |                                                                          |
| 24  | Matamata                                                                                      | Skrzyżowanie z New Zealand State Highway 29 w pobliżu Te Poi                             |                                              | 13           |                                                                          |
| 25  | Skrzyżowanie z New Zealand State Highway 2 3 km north of Mangatarata                          | Waihi                                                                                    | Thames, Coromandel, Whitianga and Whangamatā | 233.9        |                                                                          |
| 25A | Skrzyżowanie z New Zealand State Highway 25 w Kopu (6 km na południe od Thames)               | Skrzyżowanie z New Zealand State Highway 25 at Hikuai                                    |                                              | 28.2         |                                                                          |
| 26  | Hamilton                                                                                      | Skrzyżowanie z New Zealand State Highway 25 w Kopu (6 km na południe od Thames)          | Morrinsville, Te Aroha and Paeroa            | 96.2         |                                                                          |
| 27  | Skrzyżowanie z New Zealand State Highway 2 w Mangatarata                                      | Skrzyżowanie z New Zealand State Highway 1 w Tīrau                                       | Matamata                                     | 92.4         |                                                                          |
| 28  | Skrzyżowanie z New Zealand State Highway 1 w Putāruru                                         | Skrzyżowanie z New Zealand State Highway 29 w pobliżu Te Poi                             |                                              | 20.8         |                                                                          |
| 29  | Skrzyżowanie z New Zealand State Highway 1, 12 km na zachód od Tīrau                          | Mount Maunganui                                                                          | Tauranga                                     | 62           | Biegnie przez pasmo górskie Kaimai Range                                 |